# Macrocirca strabo
Macrocirca strabo är en fjärilsart som beskrevs av Edward Meyrick 1931. Macrocirca strabo ingår som enda art i släktet Macrocirca och i familjen Ethmiidae. Inga underarter finns listade i Catalogue of Life.